# أنقليس باسيفيكي
أنقليس باسيفيكي (الاسم العلمي: Anguilla obscura) (بالإنجليزية: Pacific shortfinned eel)‏ هو نوع من الأسماك يتبع جنس الأنقليس من الفصيلة الأنقليسية.